# Християнизация на Римската империя
Християнизацията на Римската империя е приемането на християнството в Римската империя, започнало при управлението на Константин Велики.
Лициний е заточен в Солун, а Константин става едноличен управител на цялата империя.
През 325 г. в близката Никея е свикан Първият вселенски събор, на който се приемат важни решения за църковната организация, която се приравнява с административната.